# Ken Olsen
Kenneth Olsen (n. 20 de febrero de 1926 - 6 de febrero de 2011), fue un ingeniero estadounidense, quien fundó, junto a su colega Harlan Anderson, la compañía Digital Equipment Corporation en 1957.

## Biografía
Ken Olsen nació el 20 de febrero de 1926, en Bridgeport, Connecticut, Estados Unidos. Estudió en el Instituto Tecnológico de Massachusetts, obteniendo el grado de ingeniero eléctrico.

## Creación de la Digital Equipment Corporation (DEC)
La empresa fue fundada en 1957 por Ken Olsen y Harlan Anderson, dos ingenieros que habían estado trabajando en el laboratorio Lincoln de Instituto Tecnológico de Massachusetts (MIT), sobre el proyecto de TX-2. El TX-2 era un ordenador basado en un transistor que usaba la cantidad entonces enorme de las palabras de 36 bit de 64 kilobytes de memoria principal. Cuando aquel proyecto empezó a presentar dificultades, Olsen y Anderson abandonaron MIT para formar DEC.
Georges Doriot y su Corporación Americana de Investigación y Desarrollo (ARDC) proporcionó un capital a la empresa de aproximadamente US$ 60,000. La compañía nació en un viejo molino de lana en Maynard, Massachusetts, que fue utilizado como sede de la empresa hasta 1992.
En aquel tiempo, el mercado era hostil para fabricantes de ordenadores, y los inversionistas se espantaban de estos tipos de proyectos. Para contrarrestarlo, DEC comenzó a construir pequeños “módulos digitales" (cada uno era un componente del diseño del TX-2) que se podrían combinar para ser utilizados en un ajuste de laboratorio. En 1961 la compañía generaba ganancias, y comenzaba la construcción de su primera computadora, la PDP-1.

## La serie de PDP
En los años 60 la DEC produjo una serie de máquinas que tuvieron como objetivo mejorar la relación precio/calidad en relación con las máquinas IBM, basadas típicamente en un largo de palabra de 18-bit, usando memoria de base. El éxito verdadero siguió con la introducción de la famosa PDP-8 en 1964. Era una pequeña máquina, de largo de palabra de 12-bit, que se vendía por cerca de $16.000. La PDP-8 era lo bastante pequeña para caber en un carro, y lo bastante simple como para ser utilizada en muchas funciones, y pronto comenzaron a ser vendidas en números enormes a nuevos mercados como, a los laboratorios, a los ferrocarriles, y a todas las clases de usos industriales.
La PDP-8 tuvo gran trascendencia históricamente porque fue la primera computadora en ser comprada regularmente por un gran conjunto de usuarios como alternativa a usar un sistema más grande en un centro de datos. Debido a su bajo costo y portabilidad, estas máquinas se podrían comprar y ser utilizadas para una necesidad especifica, a diferencia de los sistemas del chasis que fueron compartidos casi siempre entre diversos usuarios. La PDP-8 es conocida hoy generalmente como la primera mini-computadora.
Una de las últimas máquinas famosas en la serie de PDP fue la PDP-11, que cambió a un largo de palabra de 16-bit, en el momento en que todos utilizaban ASCII. Las máquinas PDP-11 comenzaron en el mercado esencialmente como una escala mayor a las PDP-8, pero como las mejoras a los circuitos integrados continuaron, fueron ensambladas eventualmente en gabinetes no más grandes que los de un PC moderno. Su hermana más grande la PDP-10 en cambio, utilizaba una arquitectura de 36-bit, era un centro de proceso de datos, siendo eventualmente vendido como el DECsystem 10 y 20. Los sistemas PDP-11 eran compatibles con varios sistemas operativos del momento, incluyendo el nuevo UNIX de los laboratorios de Bell así como también RSX y RSTS de DEC. El RSTS y el UNIX estaban disponibles para las instituciones educativas a bajo costo o sin cargo, y estos sistemas PDP-11 eran destinados a ser los cajones de arena para una generación de ingenieros y de informáticos.

## La serie VAX
En 1976 DIGITAL decidió dedicarse enteramente a una nueva plataforma de 32-bits, la cual refirieron como el súper-mini. Lanzaron esta plataforma como el VAX 11/780 1978, y se adjudicaron inmediatamente el control de la mayoría del extenso mercado de la minicomputadora. Las tentativas desesperadas de los competidores tales como Data General (que había sido formado en 1968 por un ingeniero anterior de la DEC; que había trabajado en un diseño 16-bits que la DEC había rechazado) de recuperar el mercado fallaron, no solamente debido a los éxitos de la DEC, sino también a la aparición del microordenador y workstation en el low-end del mercado de la minicomputadora. En 1983, la DEC canceló el proyecto "Júpiter", que había sido pensado para construir un sucesor a la PDP-10, y por contrario se concentraron en promover el VAX como su modelo de insignia.
La serie de VAX tenía un sistema de instrucción que es rico incluso por estándares de hoy (así como una abundancia de modos de direccionamiento). Además de las características de protección de memoria y paginación de la serie PDP, el VAX soporto también memoria virtual. El VAX podía utilizar como sistema operativo tanto el Unix, como el VMS de DIGITAL.
En su pico a finales de los 80, Digital era la segunda compañía de computadoras más grande en el mundo, con más de 100.000 empleados. Fue durante este tiempo que parecía ganar una sensación de invencible, y se expandió hacia la rama del software, produciendo los productos para casi cada lugar entonces "caliente". Esto incluyó su propio sistema de red, el DECnet, el compartimiento de archivos e impresoras, la base de datos emparentada, e incluso el procesamiento transaccional. Aunque muchos de estos productos fueron bien diseñados, la mayoría de ellos eran sólo DEC o también llamados DEC-céntricos, y los clientes con frecuencia los ignoraron utilizando productos de terceros en su lugar. Este problema fue magnificado más a fondo por la aversión de Olsen a la publicidad y su creencia de que los productos de buena calidad se venderían por sí mismos. Centenares de millones de dólares fueron invertidos es estos proyectos, a la vez que las workstation basadas en arquitectura RISC comenzaban a acercarse a las VAX en funcionamiento. Cegado por el éxito de los productos de VAX y VMS, utilizados por los propietarios del modelo, los ejecutivos de la compañía serían apartados a un lado más adelante por las computadoras personales basadas en la comodidad del hardware de Intel y de software basado en estándares tal como los protocolos de UNIX y de Internet como el TCP/IP. A comienzos de la década del 90 Digital tuvo repentinamente una caída en sus ventas, seguido por los primeros despidos.

## El código RA-90
En 1990 DEC estuvo a punto de lanzar una nueva generación discos al mercado. Denominado con el código RA-90, era el segundo proyecto más grande de desarrollo emprendido por la compañía. Varias innovaciones tecnológicas importantes debían ser integradas simultáneamente en este producto avanzado. Desafortunadamente, debido a interferencias del diseño de producto, el lanzamiento al mercado del RA-90 fue muy retrasado. Para el momento en que estas interferencias hubieran sido resueltas permitiendo envíos limitados, los competidores habían lanzado productos de mayor tecnología a precios mucho más bajos. Lo que habría podido ser un enorme triunfo para esta organización se convirtió en un gran fiasco.

## El procesador Alfa
Su respuesta fue diseñar un microprocesador con arquitectura de 64-bits RISC (en comparación con la arquitectura 32-bits de CISC usada en el VAX) que se podría utilizar tanto en servidores, como en la línea de Workstation. El resultado fue el procesador Alfa, que sostuvo la corona del funcionamiento en el 2000. Las computadoras basadas en el procesador Alfa (Alpha Server) podían funcionar con Unix, VMS e incluso con él, en ese momento, nuevo Windows NT de Microsoft. La DEC también intentó competir en el mercado de Unix, realizando la comercialización del sistema operativo VMS como “OpenVMS” y vendiendo su propio Unix (OSF1, luego llamado Digital Unix y más adelante se lo tituló como Tru64), y comenzó a publicitarlo más agresivamente. Digital no estaba preparada para vender en un mercado tan apretado como el de Unix, y además los PC-servidores que funcionaban con NT (basados en los procesadores de Intel) tomaron el mercado accionario de las computadoras basadas en el Alfa. La línea de Workstation y de servidores de la DEC nunca tuvo mucho renombre más allá de clientes anteriores de la DEC.

## Caída de DEC
Ken Olsen fue sustituido por Robert Palmer como CEO de la compañía, pero Palmer no pudo con semejante tarea y de ese modo sobrevinieron más despidos. El producto de base de datos de DEC fue vendido a Oracle. En mayo de 1997 Digital demandó a Intel alegando que se había infringido sus patentes del Alfa para el diseño de los chips Pentium. Como resultado final, se estableció que el negocio de procesadores Digital sea vendido a Intel, el negocio de redes sea vendido a Cabletron, y eventualmente la compañía fue vendida a Compaq el 26 de enero de 1998. Compaq fue luego adquirida por Hewlett-Packard en 2002.
La insignia de Digital sobrevivió por un tiempo después de que la compañía dejara de existir, utilizada por Digital GlobalSoft, una compañía de servicios de IT en la India (que era un subsidiario del 51% de la DEC). Digital GlobalSoft más adelante fue denominado "HP GlobalSoft", dejando de utilizar la famosa insignia.